# Academia Europæa
L'Academia Europæa è un'accademia scientifica non governativa fondata nel 1988. I suoi membri sono professori e studenti i quali aspirano a promuovere l'insegnamento, l'istruzione e la ricerca.

## Storia
Il concetto di Accademia Europea della Scienza fu proposto ad un meeting del Ministero europeo della scienza nel 1985 a Parigi. La britannica Royal Society organizzò quindi un incontro a Londra nel giugno 1986 a cui parteciparono Arnold Burgen (Regno Unito), Hubert Curien (Francia), Umberto Colombo (Italia), David Magnusson (Svezia), Eugen Seibold (Germania), Ruud van Lieshout (Paesi Bassi), che concordarono sulla necessità di una Accademia Europea.
La Academia Europæa fu fondata, come Accademia europea della scienza, umanistica e letteratura, in un meeting tenutosi a Cambridge nel settembre 1988 sotto il primo Presidente, Arnold Burgen. Il ministro francese della scienza, Hubert Curien, che poi diverrà il secondo presidente dell'accademia, la inaugurò. Il primo Meeting Plenario si è tenuto a Londra nel giugno 1989, quando i membri erano 627.

## Iscrizione
L'iscrizione avviene soltanto per invito, seguendo un processo di valutazione accademica da parte degli altri membri.
L'Accademia ha oltre 2.000 membri, compresi 40 premi Nobel, provenienti da 35 paesi europei e otto extraeuropei. Tra gli attuali membri sono inclusi alcuni tra i maggiori esperti di scienze fisiche e tecnologia, scienze naturali e medicina, matematica, letteratura e umanistica, scienze sociali e cognitive, economia e giurisprudenza.

## Sezioni dell'Accademia
All'iscrizione, i membri sono allocati in sezioni basate sulla propria materia di studio.
- storia e archeologia
- studi classici e orientali
- studi linguistici
- studi letterari e teatrali
- storia della musica, arte e architettura
- filosofia, teologia e studi religiosi
- scienza del comportamento
- scienze sociali
- matematica e informatica
- informatica
- fisica e ingegneria
- chimica
- scienze della terra e del cosmo
- biochimica e biologia molecolare
- biologia cellulare
- fisiologia e medicina
- biologia organica ed evoluzionistica